# Chandra Sturrup

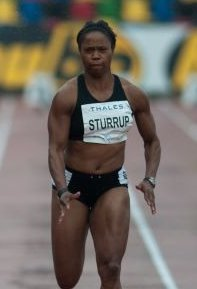
Chandra Sturrup

Chandra Sturrup (* 12. September 1971 in Nassau) ist eine bahamaische Leichtathletin, die seit den 1990er-Jahren zur Weltspitze im 100-Meter-Lauf und im 200-Meter-Lauf gehört. Sie wurde 2000 Olympiasiegerin mit der 4-mal-100-Meter-Staffel ihres Landes und 2001 Weltmeisterschaftsdritte sowie 2003 Vizeweltmeisterin im 100-Meter-Einzelrennen.
1999 hatte die ehemalige Volleyballspielerin und Weitspringerin Sturrup ihren großen internationalen Erfolg mit dem Sieg der 4-mal-100-Meter-Staffel bei den Weltmeisterschaften 1999.
Bereits bei den Olympischen Spielen 1996 in Atlanta gewann sie die Mannschaftssilbermedaille im 4-mal-100-Meter-Staffellauf zusammen mit ihren Kolleginnen Eldece Clarke, Savatheda Fynes und Pauline Davis, sowie bei den Olympischen Spielen 2000 in Sydney die Teamgoldmedaille in der gleichen Disziplin zusammen mit Savatheda Fynes, Pauline Davis und Debbie Ferguson.
Bei den Weltmeisterschaften 2001 in Edmonton gewann sie die Bronze- und 2003 in Paris die Silbermedaille über 100 Meter. Ihre persönliche Bestzeit erlief sie mit 10,84 s 2005, was sie auch bei den Weltmeisterschaften 2005 in Helsinki zu einer der Mitfavoritinnen machte. Mit 11,09 s erreichte sie einen vierten Platz. Die persönliche Bestzeit von 10,84 s hätte in Finnland für eine Goldmedaille genügt.
Chandra Sturrup hat bei einer Größe von 1,59 m ein Wettkampfgewicht von 52 kg.